# ميتاكساديس
ميتاكساديس (Μεταξάδες) هي مدينة في إفروس في مقاطعة فوريا إلادا في اليونان.